# Agíadas

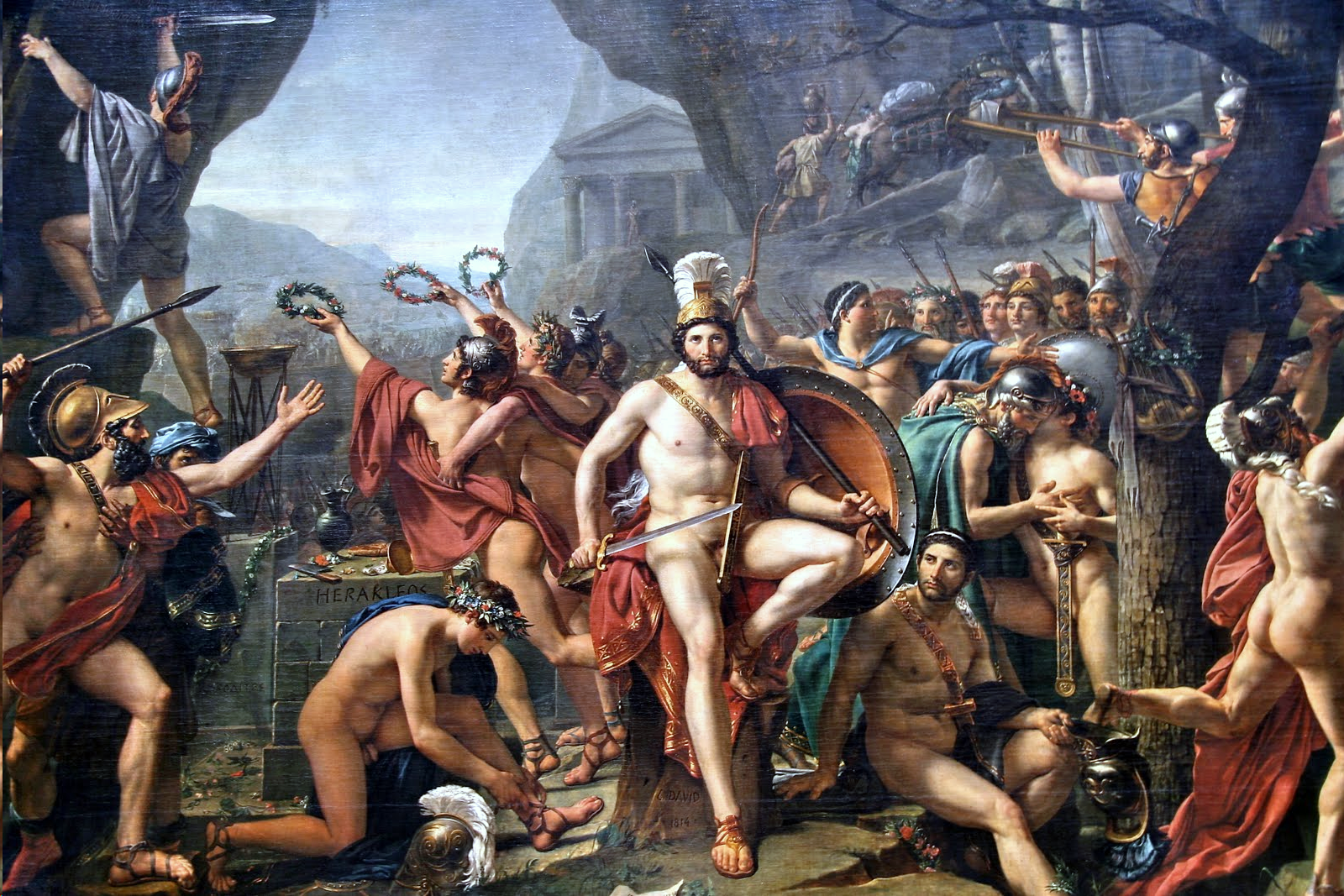
Pintura de los Agíadas

Los Agíadas (en griego antiguo Ἀγιάδαι, Agiádai) fueron una dinastía de reyes de Esparta, cuyo rey epónimo fue Agis I, hijo de Eurístenes.
Esta casa real gobernó dualmente sobre la ciudad de Esparta desde los tiempos de Licurgo, junto con el linaje de los Euripóntidas. El gobierno de Esparta se establecía con un sistema de reparto del poder entre dos reyes (basileis). El objeto de esta diarquía era impedir que un solo rey acumulara demasiado poder y probablemente su origen estuviera en resolver los conflictos cuando las dos aldeas más poderosas decidieran unirse, cada una con su jefe correspondiente.
Según Heródoto, las dos dinastías reinantes descendían directamente de Heracles, a través de Hilo y Aristodemo, padre de los gemelos Eurístenes y Procles, los dos primeros reyes de Esparta.
Los Agíadas eran considerados como el linaje más noble y fueron (especialmente en la época clásica) más dominantes en la vida política de Esparta que los Euripóntidas. De sus filas salieron reyes importantes como Cleómenes I, Leónidas I o el regente y general de la batalla de Platea (479 a. C.), Pausanias.
El último de los Agíadas fue Agesípolis III (c. 219 a. C.), expulsado por el tirano Licurgo.